# Oploditev in vitro

Oploditev in vitro ali fertilizacija in vitro (IVF) je postopek, pri katerem spermiji oplodijo jajčeca zunaj telesa, in vitro. IVF je pomemben način zdravljenja neplodnosti, kadar druge metode oploditve z biomedicinsko pomočjo niso uspešne. Postopek obsega hormonski nadzor ovulacije, odstranitev jajčec iz jajčnikov ženske in njihovo oploditev v tekočinskem sredstvu. Oplojeno jajčece (zigota) potem prenesejo v maternico pacientke, kjer naj bi nato potekala nosečnost. Prvi »otrok iz epruvete«, Louise Brown, se je rodil leta 1978. Robert G. Edwards, zdravnik, ki je razvil zdravljenje, je za svoje delo leta 2010 prejel Nobelovo nagrado za fiziologijo ali medicino.